# Kohlenberg (Hessen)
Der Kohlenberg ist ein 583 m ü. NHN hoher Berg im hessischen Landkreis Waldeck-Frankenberg. Er zählt zu den Sackpfeifen-Vorhöhen, die als Teil des Ostsauerländer Gebirgsrandes das Rothaargebirge südöstlich der 673,3 m hohen Sackpfeife abdachen.

## Geographische Lage
Der Kohlenberg liegt zwischen dem Hatzfelder Ortsteil Eifa im Westsüdwesten und dem Battenberger Ortsteil Frohnhausen im Osten und grenzt nach (Süd-)Osten unmittelbar an die Wetschaft-Senke. Neben seinem 583 m hohen Hauptgipfel hat er im Nordosten einen etwa 560 m hohen Zweitgipfel.

## Burg Eifa
Südöstlich von Eifa stand auf einem südlichen Bergsporn des Kohlenberges die Burg Eifa. Sie wurde vermutlich im 13. Jahrhundert zur Kontrolle einer Handelsstraße erbaut. Sie war mit einem Halsgraben vom Hang abgetrennt. Sichtbare Mauerreste sind nicht mehr vorhanden.